# 克蘭頓灣
克蘭頓灣（英語：Cranton Bay）是南極洲的海灣，長約40公里，位於卡尼斯蒂奧半島以南，是阿蒙森海的最東端，南面以巴克群島為界，該海灣以美國海軍上尉命名。
74°10′S 102°10′W / 74.167°S 102.167°W